# Gert Nygårdshaug
Gert Nygårdshaug (ur. 22 marca 1946 w Tynset) – norweski prozaik i poeta.
Znany przede wszystkim z serii kryminałów, których głównym bohaterem jest Norweg – Fredric Drum, smakosz, znawca win i dawnych kultur, współwłaściciel zlokalizowanej w Oslo (przy Frognerveien) restauracji Kasserollen. W Polsce seria ta, zatytułowana Krew i wino, wydana została w latach 2008–2009 przez wydawnictwo Elipsa II pod pseudonimem Gert Godeng.